# Live at the Fillmore East, March 7, 1970: It's About That Time
Live at the Fillmore East, March 7, 1970: It's About That Time è un doppio album live di Miles Davis registrato al Fillmore East di New York il 7 marzo 1970, ed è l'ultimo disco con Wayne Shorter in veste di sassofonista prima che Davis ingaggi Steve Grossman al suo posto. L'album è caratterizzato dal genere musicale Fusion che Davis aveva iniziato a suonare già da circa due anni.
L'album raggiunse la terza posizione nella classifica Jazz Albums statunitense.

## Tracce
CD 1

### Primo spettacolo
1. Directions - 8:44
2. Spanish Key - 11:16
3. Masqualero - 9:57
4. It's about that time/The Theme - 14:03

CD 2

### Secondo spettacolo
1. Directions - 10:14
2. Miles Runs the Voodoo Down - 7:40
3. Bitches Brew - 8:01
4. Spanish Key - 8:33
5. It's About that Time/Willie Nelson - 11:43

## Formazione
- Miles Davis - tromba
- Wayne Shorter - sax soprano, sax tenore
- Chick Corea - Fender Rhodes piano elettrico
- Dave Holland - basso acustico, basso elettrico
- Jack DeJohnette - batteria
- Airto Moreira - percussioni, cuíca